# Joppa incerta
Joppa incerta là một loài tò vò trong họ Ichneumonidae.